# Pueblos dravídicos

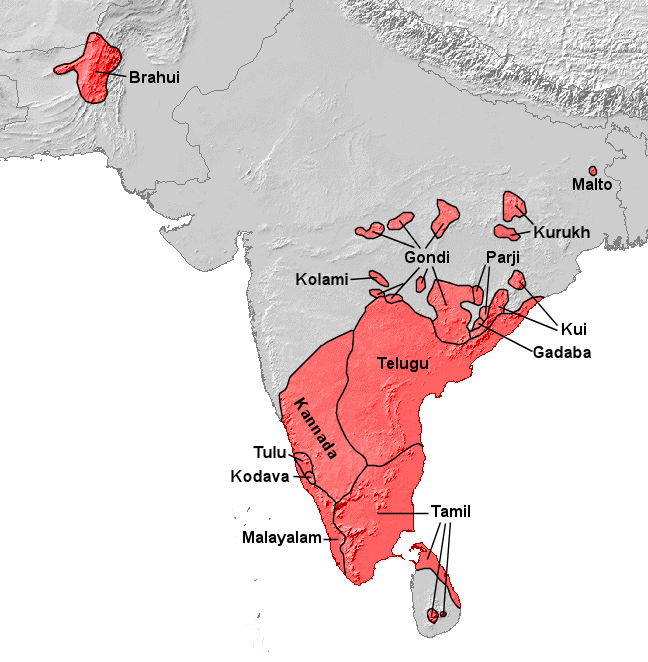
Zonas sureñas de Asia cuyos pobladores en la actualidad hablan alguna lengua de origen dravídico.

Los pueblos dravídicos son los habitantes originarios del extremo meridional del subcontinente indio, al sur de los ríos Narmada y Mahanadi. Esta región está constituida básicamente por los estados de Andhra Pradesh, Tamil Nadú, Karnataka y Kerala, la población de estos estados es de 233 millones de habitantes, es decir alrededor de un 21% de la población del país. Hay que tomar en cuenta también a los tamiles de Sri Lanka, donde constituyen cerca de un 17% de la población. En total las lenguas dravídicas son habladas por más de 200 millones de personas.

## Características propias
Los pueblos dravídicos se distinguen de los demás habitantes de la India por su físico, son de baja estatura y piel marrón oscura, pero fundamentalmente por sus idiomas, que pertenecen a una familia lingüística denominada lenguas dravídicas. Las principales lenguas de este grupo son el telugu (en Andhra Pradesh) con 80 millones, el tamil (en Tamil Nadú y costas septentrionales de Sri Lanka) con 74 millones de hablantes, el kannada (en Karnataka) con 53 millones, el malayalam (en Kerala) con 36 millones.
Existen además pequeños grupos tribales en el centro y en el norte del subcontinente que hablan idiomas dravídicos de menor importancia, como por ejemplo los gondis, un pueblo que está disperso por los estados de Maharashtra, Madhya Pradesh, Orissa y Andhra Pradesh y los brahuis un pueblo dravídico de religión musulmana que habita en Beluchistán (suroeste de Pakistán, sureste de Irán) y en partes de Afganistán.

## Orígenes
No existe un consenso entre los expertos en la materia, acerca del origen de los pueblos dravídicos. La opinión más general es la de que las lenguas dravídicas (que son de tipo aglutinante) no están relacionadas con ninguna otra familia lingüística conocida. Una de las hipótesis más interesantes es la propuesta por el lingüista David McAlpin en 1975, que conecta las lenguas dravídicas con el idioma de los antiguos elamitas. Esta se denomina hipótesis de las lenguas elamo-drávidas.
Los elamitas eran un pueblo que habitaba en lo que actualmente es la región de Juzestán (en el suroeste de Irán). De acuerdo a McAlpin el 20 % del vocabulario elamita y dravídico son cognados y otro 12 % son cognados probables. Además existen semejanzas gramaticales entre ambas familias. De acuerdo a esta hipótesis los habitantes de la cultura del valle del Indo también hablaban un idioma del grupo elamo-dravídico, y las lenguas dravídicas habrían entrado en la India con la expansión de la agricultura a inicios del periodo neolítico desde el Medio Oriente.
Esta hipótesis se ve reforzada por la presencia cultura india de grupos aislados de tribus dravídicas (los ya mencionados brahuis y gondis), la cual hace pensar que las lenguas dravídicas estaban antiguamente mucho más difundidas por el subcontinente (antes de ser barridas por los invasores indoarios) y sugiere una migración procedente del noroeste. Además varios préstamos dravídicos en la lengua sánscrita sugieren que antiguamente ambos idiomas pudieron haber coexistido en el mismo territorio. Esta hipótesis goza además del apoyo del prestigioso genetista italiano Luigi Luca Cavalli-Sforza (1922-2018). Se han hecho otros intentos infructuosos para relacionar a las lenguas dravídicas con el japonés, el vasco, el sumerio y las lenguas aborígenes australianas.
Conviene además mencionar las leyendas de origen tradicionales entre los pueblos dravídicos. De acuerdo a una tradición tamil, los drávidas provenían originalmente de una isla sumergida denominada Kumari Kandam al sur de la India, esta isla ha sido a veces relacionada con el continente mítico de Lemuria. Por otro lado de acuerdo a los Puranás los drávidas son descendientes del pueblo védico turvasha. Según el texto Matsia puraná, el legendario rey Manu era drávida. Además, otras leyendas hindúes atribuyen la creación de la lengua tamil al sabio védico Agastia Rishí. Estas leyendas son interpretadas por los lingüistas como una manera de relacionar a los drávidas con la cultura védica indoaria.
Varios estudios concluyeron que los proto-tamiles, y los dravidianos en general, están vinculados y comparten un origen común con los agricultores neolíticos de Zagros, en el antiguo sur de Irán. Esta ascendencia neolítica relacionada con Asia occidental constituye el principal componente ancestral de todos los asiáticos del sur. 
Según el lingüista finlandés Asko Parpola, los proto-tamiles, como la mayoría de los otros dravidianos, son descendientes de la civilización del valle del Indo, que probablemente también esté vinculada a los elamitas.

## Historia
La historia de los pueblos dravídicos del sur de la India es marcadamente diferente a la de los pueblos del norte del subcontinente. Su relativo aislamiento geográfico los hizo más inmunes a las invasiones extranjeras. Recuérdese que casi todas las grandes invasiones del subcontinente procedieron del Asia Central y entraron casi siempre a través del territorio de Afganistán y Pakistán (los indoarios, los persas aqueménidas, los greco-macedonios, los indoescitas, los indopartos, los kushanas, los hunos heftalitas, los árabes, los turcos musulmanes, etc).
Este aislamiento comparativo es uno de los rasgos más característicos de la historia de la India meridional, que la diferencia de la historia de la India septentrional. Las consecuencias de esto se reflejan en el porcentaje de población musulmana, que es mucho mayor en el norte del subcontinente, y sobre todo en la supervivencia de los idiomas nativos frente a los idiomas indoarios. En segundo lugar la historia de la India Meridional empieza en épocas más tardías. Los primeros imperios y civilizaciones del subcontinente surgen en el norte (recuérdese la Cultura del Valle del Indo, y los estados Maurya y Gupta).

### La Era Sangam
La primera información que nos llega acerca de reinos dravídicos data de la época del emperador Ashoka (273-232 a. C.). Durante este periodo el extremo meridional del Decán estaba dividido entre las tres dinastías de los chola, los cheras y los pandyas.
Los Pandyas gobernaron sobre el país tamil hasta el siglo XV, teniendo primero la ciudad de Korkai como capital y después la ciudad de Madurai. Los Pandyas son mencionados tanto en la literatura Sangam como en las fuentes griegas y romanas. Los cholas por su parte tenían su origen en el valle del río Kaveri. El gobernante más famoso de su periodo temprano es el semilegendario Karrikala Chola. Los cheras por su parte eran la más débil de estas monarquías y reinaron con interrupciones sobre el territorio del actual estado de Kerala, desde su capital la ciudad de Vanchi Muttur, de la que se desconoce su emplazamiento exacto.
Durante el período Sangam, se conservan una gran cantidad de testimonios literarios en antiguo tamil.

### Los kalabhras
Los estados tempranos de los pandyas, cholas y cheras cayeron en la oscuridad durante la invasión de los kalabhras, dinastía que reinó sobre todos los territorios dravídicos entre los siglos III y VI de nuestra era. Esta etapa marca el final del periodo más antiguo de la historia y cultura del territorio dravídico: la era Sangam. A la etapa del dominio de los Kalabhras se le conoce como la Edad Oscura del Sur de la India, pues es muy escasa la información que nos llega de estos tiempos. Los investigadores especulan que esto tal vez se deba a que los Kalabhras practicaran el budismo o el jainismo y que esto les ganase la hostilidad de los gobernante hindúes que los sucedieron, los cuales trataron de borrar todo recuerdo de esta dinastía.

### Losshatavájanaso andhras
Los sata vájanas fueron una antigua dinastía que gobernó sobre los territorios de lo que actualmente son los estados indios de Andhra Pradesh, Maharashtra, Madhia Pradesh y Chattisgarh, a partir del año 230 a. C. aproximadamente. Se ignora con exactitud en qué época se puede hablar del fin de esta dinastía, pero está claro que después de 450 años los territorios gobernados por los Satavájanas habían sido divididos en una serie de estados sucesores. A esta dinastía se le conoce por varios nombres, principalmente como Andhras, Andhrabhrityas, o Satakarnis, todos ellos mencionados en los Puraṇás y en sus monedas. Son célebres por ser la primera dinastía india nativa en acuñar monedas con los rostros de sus soberanos, costumbre que habían adoptado en imitación de los gobernantes indogriegos del noroeste, así como también por las contribuciones al arte budista bajo su reinado.

#### Orígenes y numismática de losSatavájanas
La primera capital de los Satavájanas fue la ciudad de Junnar, que se encontraba cerca de la actual Pune en el estado de Maharashtra. Al parecer recibieron el nombre de Andhras debido a su ubicación meridional (la palabra andhra en sánscrito significa sur), y según se cree el moderno estado de Andhra Pradesh, sobre el cual gobernaron por varios siglos, recibió su nombre de esta dinastía. Los Satavájanas empezaron como feudatarios de la dinastía Maurya de la India septentrional pero declararon su independencia tras la muerte de Ashoka en 232 a. C.
Como se mencionó anteriormente, fueron la primera dinastía nativa de la India en acuñar monedas con los rostros de sus soberanos. Esta costumbre la inició el rey Vashishtiptra Shri Pulumavi quien gobernó el reino Satavájana entre el 130 y el 158 d. C. Las monedas nos proporcionan datos esenciales acerca de la cronología del reino, su idioma y sus rasgos físicos (cabello rizado, orejas largas y labios gruesos). Sus monedas eran principalmente de cobre y plomo. Sus monedas de plata por lo general eran acuñadas sobre monedas de la dinastía de los sátrapas occidentales. Aparte de los rostros de los reyes, otros símbolos tradicionales aparecen en sus monedas, tales como elefantes, leones, caballos y stupas budistas. Sus monedas tenían tanto inscripciones en prácrito como en telugu. Este bilingüismo de sus inscripciones genera mucha especulación acerca de sus orígenes étnicos, pues hay estudiosos que los hacen proceder de Maharashtra (donde se hablaba un idioma del grupo de las lenguas indoarias), mientras que otros los creen nativos de Andhra Pradesh (donde se habla el telugu, una lengua dravídica).
Los nombres de sus reyes revelan la existencia de un matriarcado y con ello, condiciones de vida precarias (la sociedad aria era fuertemente patriarcal, mientras que las sociedades de los pueblos dravídicos tenían y todavía tienen en gran medida fuertes elementos matriarcales, lo cual se refleja aún hoy en la situación de la mujer en el norte y en el sur de la India en la actualidad). Por ejemplo uno de sus más grandes reyes se llamaba Gaútami-Putra Sata-Karni, es decir ‘orejas bellas, hijo de Gautami’ (nombre femenino, lo cual muestra que entre los satavájanas el linaje se establecía entre ellos por vía materna, como entre los pueblos dravídicos de la actualidad). Por otro lado fue esta dinastía la que abrió el camino hacia la India meridional, a la cultura del norte. El sánscrito gozó de una situación de superioridad y budistas y brahmanes gozaban por igual de la protección estatal.

#### Primeros gobernantesSatavájanas
El primer rey independiente de la dinastía fue Simuka, quien reinó desde el 230 a. C. hasta el 207 a. C. Durante su reinado comenzó la expansión del reino en los estados de Maharashtra y Madhya Pradesh. Fue sucedido por su hermano Krishna quien reinó hasta el 189 a. C. y continuó la campaña de conquistas de su hermano tanto hacia el oeste como hacia el sur. El sucesor de este, Satakarni I derrotó a la dinastía Sunga del norte de la India y llevó a cabo una serie de sacrificios védicos de enorme costo, entre ellos el asvamedha (sacrificio del caballo). Para esta época la dinastía estaba bien establecida con su capital en Pratisthanapura en Maharashtra y su poder siendo hegemónico en la mayor parte de la India centromeridional. Los Puranás mencionan a 30 gobernantes de esta dinastía, muchos de los cuales son conocidos también a partir de sus monedas.

#### Conflictos consakas,yavanasypahlavas
El primer siglo de nuestra era vio la incursión de los sakas (escitas de Asia Central) en la India, donde dieron origen a la dinastía de los sátrapas occidentales. Después del reinado del monarca satavájana Hala (entre el 20 y el 24 d. C.), hubo un periodo de inestabilidad en el que en 12 años se sucedieron cuatro reyes en el trono del reino satavájana. Los sátrapas occidentales aprovecharon esta debilidad para apoderarse de la región de Malwa (en el actual Madhya Pradesh) que era territorio de los satavájana, y la mantuvieron bajo su poder hasta que fue reconquistada por el rey Gautami Putra Satakarni (106-130), tras su victoria sobre el rey saka Nahapana, con lo cual restauró el prestigio de su dinastía.
Además de ser famoso por su victoria sobre los sakas, también lo es por su ferviente apoyo a la religión brahmánica y por su hostilidad a los pueblos invasores (se autotitulaba destructor de los sakas, yavanas y pahlavas; los yavanas eran lo gobernantes grecomacedonios y los pahlavas eran los partos). Su hijo y sucesor Vashishti Putra Pulumayi (130-158) fue como dijimos anteriormente el primer rey indio nativo en emitir monedas con sus retratos. El hermano de este, Vashishtiputra Satakarni se casó con la hija de Rudradarman I de los sátrapas occidentales, pero fue derrotado por su suegro en el campo de batalla, lo cual tuvo un grave efecto sobre el poder y el prestigio de los satavájana. La dinastía se recuperó de esta derrota en tiempos de Sri Yajna Satakarni (170-199), quien logró recuperar algo del territorio que había sido perdido ante ellos.

#### Logros culturales del periodoSatavájana
Entre los reyes Satavájana, destaca Hala por haber compilado la colección de poemas prácritos conocida como Gaha Sattasai (aunque por evidencias lingüísticas parece que el texto de estos poemas como se conservan en la actualidad debe haber sido reeditado unos siglos después) Los reyes Satavájana también destacan por sus contribuciones al arte y la arquitectura budista. Las grandes stupas en el valle del río Krishna fueron construidas por ellos, incluida la stupa de Amaravati en Andhra Pradesh. Las stupas fueron decoradas con mármol y esculturas con escenas de la vida de Buda, representado en un estilo esbelto y elegante.

#### Declive de los satavájanas
Finalmente los shata-vájanas cayeron a consecuencia de las ambiciones crecientes de sus estrados vasallos. Varias dinastías se dividieron los territorios del reino: los Abhiras se quedaron con la parte noroccidental y llegaron a suceder a los satavájanas en su capital Pratishthana Pura, los Chutus se quedaron con el sur en Maharashtra, los Kadambas con el norte de Karnataka y los Ikswakús con la región Krishna-Guntur. Dentro de las fronteras del antiguo reino Satavájana surgieron una serie de nuevos estados, el más importante de los cuales fue el de los Pallavas de Kanchipuram.
Kadamba (345-525 dC) fue una antigua dinastía real de Karnataka, India que gobernó el norte de Karnataka y el Konkan de Banavasi en el actual distrito de Uttara Canarés. En la cima de su poder bajo el rey Kakushtavarma, el Kadambas de Banavasi gobernó gran parte de estado de Karnataka moderno.
La dinastía fue fundada por Mayurasharma en 345 CE, que en los últimos tiempos mostró el potencial de convertirse en proporciones imperiales, una indicación a la que es proporcionada por los títulos y epítetos asumidas por sus gobernantes. Rey Mayurasharma derrotó a los ejércitos de Pallavas de Kanchi, posiblemente con la ayuda de algunas tribus nativas. La fama Kadamba alcanzó su apogeo durante el gobierno de Kakusthavarma, un gobernante notable con el que incluso los reyes de la dinastía Gupta del norte de la India cultivan alianzas matrimoniales. Cansado de las batallas interminables y el derramamiento de sangre, uno de los descendientes más tarde, el rey Shivakoti adoptó el jainismo. El Kadambas eran contemporáneos de la Dinastía Ganga Occidental y juntos formaron los primeros reinos nativos para gobernar la tierra con absoluta autonomía. La dinastía más tarde continuó gobernando como feudatario de grandes imperios kannada, el Chalukya y los imperios Rashtrakuta, desde hace más de 500 años durante los cuales se ramificó en dinastías menores conocidos como el Kadambas de Goa, Kadambas de Halasi y Kadambas de Hangal.

## Los Pallavas
- Ver: Pallava

## Último periodo
- Los Kadambas y los Ganga de Karnataka
- Los Chalukyas
- Los Rashtrakutas
- Los Hoysala
- Los Kakatiya
- Los sultanatos musulmanes
- Imperio Vijayanagar
- Los Marathas
- Periodo colonial
- Periodo independiente

## Cultura, Sociedad y Religión
- Pueblos Dravídicos en la actualidad
- Contribuciones a la Ciencia y Tecnología
- Crearon un estilo arquitectónico utilizado por los mandires del sur de la India.